# Hello (Mohombi)
Hello è un singolo del cantante svedese Mohombi, pubblicato il 23 febbraio 2019 su etichetta discografica Warner Music Sweden. Il brano è stato scritto dallo stesso interprete con Alexandru Florin Cotoi, Thomas G:son e Linnea Deb.
Con Hello Mohombi ha partecipato a Melodifestivalen 2019, il processo di selezione per la ricerca del rappresentante eurovisivo svedese, conquistando il 5º posto su 12 partecipanti nella finale del 9 marzo.

## Tracce
Download digitale
1. Hello – 3:03

## Classifiche
| Classifica (2019) | Posizione massima |
| ----------------- | ----------------- |
| Romania           | 70                |
| Russia            | 6                 |
| Svezia            | 3                 |